# Municipio de Filomeno Mata
El municipio de Filomeno Mata es un municipio del estado de Veracruz, México. Según el censo del 2020, tiene una población de 19 179 habitantes, de los cuales 9 885 son mujeres y 9 294 son hombres.
Está ubicado en la región totonaca, en el centro del estado, a unos 800 metros sobre el nivel del mar. Sus  coordenadas son 20° 12' latitud norte y 97° 42' longitud oeste.
El municipio está dividido administrativamente en diez localidades. Limita al norte con el municipio de Coahuitlán, al este con los municipios de Coyutla y Mecatlán, y al sur y al oeste con el estado de Puebla.
El clima es principalmente cálido, con abundantes lluvias en verano y algunas a comienzos del otoño.
Sus principales celebraciones son en noviembre y diciembre con las conmemoraciones del día de los Santos Difuntos y la de la Virgen de Guadalupe.